# Эскаланте, Джо
Джозеф Патрик «Джо» Эскаланте (род. 30 декабря 1963 года) — американский музыкант, наибольшую известность получил как барабанщик и бас-гитарист панк-группы The Vandals.

## Рождение и жизнь до карьеры
Эскаланте родился в Лонг-Бич, Калифорния. Отец имеет мексиканское происхождение, мать является ирландкой. Позже семья переехала в Розмур, область Ориндж. В подростковом возрасте Джо научился играть на барабанах и начал выступать в местных гаражных группах.

## Образование
После окончания старшей школы Los Alamitos в Ориндже, Эскаланте получил степень бакалавра гуманитарных наук от Калифорнийского университета, где он специализировался на древнескандинавском. После выполнения дипломной работы в Университете Исландии в Рейкьявике, он поступил на юридический факультет Loyola Law School в Лос-Анджелесе и получил степень доктора юридических наук.

## Карьера
В 1980 году в возрасте 17 лет, Эскаланте присоединился к панк-рок группе The Vandals, став их первым постоянным барабанщиком. Он является единственным постоянным участником группы на протяжении всей их карьеры. Они выпустили свой дебютный EP Peace Thru Vandalism в 1982 году через Epitaph Records. В 1984 году Эскаланте и другие участники группы появились в фильме «Пригород» Пенелопы Сфирис и выпустили свой первый альбом When in Rome Do as the Vandals. В 1987 году они появились в другом фильме Сфирис под названием «Чуваки». К 1989 Эскаланте перешёл с ударных на бас-гитару. Для того чтобы группа продолжала работу, он и вокалист Дэйв Куокенбуш приступил к поиску новых музыкантов, ими стали гитарист Уоррен Фицджеральд и барабанщик Джош Фриз. В 1990 году с этим составом группа выпустила альбом Fear of a Punk Planet.
Также, Эскаланте вместе с Фицджеральдом организовали свой лейбл Kung Fu Records.

## Религиозные и политические взгляды
Эскаланте является католиком. Он считается одним из немногих современников в музыкальном сообществе в политических и моральных убеждениях.
Эскаланте является одним из соавторов правоцентристского социально-политического сайта Ricochet.